# 江桥蒙古族镇
江桥蒙古族镇，是中华人民共和国黑龙江省齐齐哈尔市泰来县下辖的一个乡镇级行政单位。

## 行政区划
江桥蒙古族镇下辖以下地区：
街道社区、先进村、保隆村、齐心村、胡勒村、艾伦村和临江村。